# North American Soccer League (1974)
North American Soccer League 1974 – 7. sezon NASL, ligi zawodowej znajdującej się na najwyższym szczeblu rozgrywek w Stanach Zjednoczonych i Kanadzie. Finał Soccer Bowl został rozegrany 25 sierpnia 1974 roku. Soccer Bowl zdobył drużyna Los Angeles Aztecs.

## Rozgrywki
Do rozgrywek NASL w sezonie 1974 przystąpiło 15 drużyn. Z ligi wycofały się Atlanta Apollos i Montreal Olympique, a dołączyły: Baltimore Comets, Boston Minutemen, Denver Dynamos, Los Angeles Aztecs, San Jose Earthquakes, Seattle Sounders, Vancouver Whitecaps, i Washington Diplomats.
Władze ligi zrezygnowały z remisów w rundzie zasadniczej ligi. Jeśli po upływie 90 minut w danym meczu nadal był remis, wówczas rozgrywano serię rzutów karnych.

## Sezon zasadniczy
W = Wygrane, P = Porażki, R = Remisy, GZ = Gole strzelone, GS = Gole stracone, PKT = Liczba zdobytych punktów
Punktacja:
- 6 punktów za zwycięstwo
- 3 punkty za remis
- 0 punktów za porażkę
- 1 punkt każdy za gol zdobyty w trzech meczach

| Northern Division | W  | P  | R | GZ | GS | PKT |
| ----------------- | -- | -- | - | -- | -- | --- |
| Boston Minutemen  | 10 | 9  | 1 | 36 | 23 | 94  |
| Toronto Metros    | 9  | 10 | 1 | 30 | 31 | 87  |
| Rochester Lancers | 8  | 10 | 2 | 23 | 30 | 77  |
| New York Cosmos   | 4  | 14 | 2 | 28 | 40 | 58  |

| Eastern Division     | W  | P  | R | GZ | GS | PKT |
| -------------------- | -- | -- | - | -- | -- | --- |
| Miami Toros          | 9  | 5  | 6 | 38 | 24 | 107 |
| Baltimore Comets     | 10 | 8  | 2 | 42 | 46 | 105 |
| Philadelphia Atoms   | 8  | 11 | 1 | 25 | 25 | 74  |
| Washington Diplomats | 7  | 12 | 1 | 29 | 36 | 70  |

| Central Division | W | P  | R | GZ | GS | PKT |
| ---------------- | - | -- | - | -- | -- | --- |
| Dallas Tornado   | 9 | 8  | 3 | 39 | 27 | 100 |
| St. Louis Stars  | 4 | 15 | 1 | 27 | 42 | 54  |
| Denver Dynamos   | 5 | 15 | 0 | 21 | 42 | 49  |

| Western Division     | W  | P  | R | GZ | GS | PKT |
| -------------------- | -- | -- | - | -- | -- | --- |
| Los Angeles Aztecs   | 11 | 7  | 2 | 41 | 36 | 110 |
| San Jose Earthquakes | 9  | 8  | 3 | 43 | 38 | 103 |
| Seattle Sounders     | 10 | 7  | 3 | 37 | 17 | 101 |
| Vancouver Whitecaps  | 5  | 11 | 4 | 29 | 31 | 70  |

| Awans do finału          |
| Mistrz rundy zasadniczej |

## Drużyna gwiazd sezonu
| Pozycja | Pierwsza drużyna                    | Druga drużyna                      | Wyróżnienia                            |
| ------- | ----------------------------------- | ---------------------------------- | -------------------------------------- |
| BR      | Barry Watling (Seattle Sounders)    | Bob Rigby (Philadelphia Atoms)     | Ian McKechnie (Boston Minutemen)       |
| OB      | Dick Hall (Dallas Tornado)          | Ralph Wright (Miami Toros)         | Bobby Smith (Philadelphia Atoms)       |
| OB      | Albert Jackson (Dallas Tornado)     | Derek Trevis (Philadelphia Atoms)  | Patrick Greenwood (Boston Minutemen)   |
| OB      | Chris Dunleavy (Philadelphia Atoms) | Jim Gabriel (Seattle Sounders)     | Laurie Calloway (San Jose Earthquakes) |
| OB      | Geoff Butler (Boston Minutemen)     | Brian Rowan (Toronto Metros)       | Charlie Mitchell (Rochester Lancers)   |
| PO      | Ronnie Sharp (Miami Toros)          | Hank Liotart (Seattle Sounders)    | Alan Spavin (Washington Diplomats)     |
| PO      | Ilija Mitic (Dallas Tornado)        | Luis Marotte (Los Angeles Aztecs)  | Roy Sinclair (Seattle Sounders)        |
| PO      | Roberto Aguirre (Miami Toros)       | Fernando Pinto (Toronto Metros)    | Dieter Zajdel (San Jose Earthquakes)   |
| NA      | Paul Child (San Jose Earthquakes)   | Ade Coker (Boston Minutemen)       | Steve David (Miami Toros)              |
| NA      | John Rowlands (Seattle Sounders)    | Doug McMillan (Los Angeles Aztecs) | Jim Fryatt (Philadelphia Atoms)        |
| NA      | Peter Silvester (Baltimore Comets)  | Warren Archibald (Miami Toros)     | Randy Horton (New York Cosmos)         |

## Playoff

### Ćwierćfinały
| 14 sierpnia 1974 | San Jose Earthquakes | 0:3 | Dallas Tornado | Texas Stadium, Irving Widzów: 8652 |
|                  |                      |     |                |                                    |

| 15 sierpnia 1974 | Baltimore Comets | 0:1 | Boston Minutemen | Alumni Stadium, Chestnut Hill Widzów: 9713 |
|                  |                  |     |                  |                                            |

### Półfinały
| 17 sierpnia 1974 | Boston Minutemen | 0:2 | Los Angeles Aztecs | ELAC Stadium, Monterey Park Widzów: 5485 |
|                  |                  |     |                    |                                          |

| 17 sierpnia 1974 | Dallas Tornado | 1:3 | Miami Toros | Orange Bowl, Miami Widzów: 5045 |
|                  |                |     |             |                                 |

### Finał
| 25 sierpnia 1974 3:30 EDT                         | Los Angeles Aztecs · de Rienzo 26' (k.) · Costa 78' · McMillan 88' | 3:3 k. 5:30:1                       | Miami Toros · 17' Wright · 48' Sharp · 72' (sam.) Moraldo · 87' Aránguiz | Orange Bowl, Miami Widzów: 15 507 Sędzia: John Davies |
|                                                   |                                                                    |                                     |                                                                          |                                                       |
|                                                   |                                                                    | Rzuty karne                         |                                                                          |                                                       |
| Zanotti · Banhoffer · Marotte · Filotis · Douglas |                                                                    | Aguirre · Sharp · Mallender · Verdi |                                                                          |                                                       |

| North American Soccer League 1974 Zwycięzcy |
| ------------------------------------------- |
| Los Angeles Aztecs 1. Tytuł                 |

## Nagrody
- MVP: Peter Silvester (Baltimore Comets)
- Trener Roku: John Young (Miami Toros)
- Odkrycie Roku: Douglas McMillan (Los Angeles Aztecs)